# Mallerenga de Mèxic
La mallerenga de Mèxic (Poecile sclateri) és una espècie d'ocell passeriforme que pertany a la família Pàrids.

## Taxonomia
Va ser descrita per primer cop l'any 1897 per l'ornitòleg alemany Otto Kleinschmidt que la va incloure en el gènere Parus, però dades actuals i la morfologia de la seqüència del citocrom b de l'ADNmt suggereixen que la separació de Poecile expressa de manera més adequada les relacions d'aquests ocells.
Es reconeixen quatre subespècies:
- P. s. eidos (Peters, 1927) - boscos de roure i pi del sud-est d'Arizona i Nou Mèxic fins al nord-oest de Mèxic.
- P. s. garzai (Phillips, 1986) - Mèxic (sud-est Coahuila/frontera Nuevo León).
- P. s. rayi (Miller & Storer, 1950) - muntanyes de Mèxic (de Jalisco a Guerrero i Oaxaca).
- P. s. sclateri (Kleinschmidt, 1897) - muntanyes de Mèxic (de Sinaloa a Puebla i Veracruz).

## Descripció
Els adults fan 12,5-13,5 cm de llarg, tenen una envergadura de 18-21 cm i un pes de 7,5-11 g. Els dos sexes tenen un casquet negre, galtes blanques i un bec curt i negre. L'esquena i els flancs són grisos i tenen les parts inferiors de color grisenc més pàl·lid. D'aparença semblant a la mallerenga capnegra americana i la mallerenga muntanyenca, la mallerenga de Mèxic es pot distingir pel pitet negre més llarg, que s'estén des de la barbeta fins a la part superior del pit. Una banda blanquinosa sota el pitet s'estén pel centre del ventre.

## Distribució i hàbitat
És un resident permanent de les terres altes boscoses a l'oest, centre i nord-est de Mèxic, la serralada s'estén al nord fins a l'extrem sud-est d'Arizona i el sud-oest de Nou Mèxic. Encara que principalment no són migratoris, de vegades volen a elevacions més baixes durant el fred de l'hivern.

## Ecologia
Es desplacen en parelles o en petits grups, i poden unir-se a estols d'alimentació de diverses espècies.
El niu el construeix la femella en una cavitat d'arbre o d'un arbre fins a 18 m sobre el terra i està format per herbes, molsa, tires d'escorça i folrat de pelatge d'animals. Pon entre cinc i vuit ous blancs ovats, marcats amb fines taques marrons vermelloses. La biologia reproductiva no és ben coneguda, però s'estima que la femella incuba els ous durant 11-14 dies, i les cries altricials deixen el niu en 18-21 dies.

## Cant
El cant de la mallerenga de Mèxic és diferent de la d'altres mallerengues; és un complex xiulet trinat "chischu-wur" i un "cheelee".